# William Lobb
William Lobb (1809 – 3. května 1864 San Francisko) byl britský sběratel rostlin, zaměstnanec Veitchových školek v Exeteru, který se zasloužil o to, že do Británie byly komerčním pěstitelům představeny Araucaria araucana (anglicky the monkey-puzzle tree) z Chile a mohutný Sequoiadendron giganteum (Wellingtonia) ze Severní Ameriky.
Spolu se svým bratrem Thomasem Lobbem byli prvními sběrateli, které Veitchova školkařská firma vyslala do světa s primárním komerčním cílem získat nové druhy a velké množství semen. Jeho introdukce blahočetu čilského, Wellingtonie a mnoha dalších jehličnanů do Evropy mu vynesla přízvisko "posel velkých stromů". Kromě introdukcí dřevin představil ve viktoriánské Evropě také mnoho zahradních keřů a skleníkových rostlin, včetně Desfontainia spinosa a Berberis darwinii, které se pěstují dodnes.

## Život
Lobb se narodil v roce 1809 v Lane End, Washaway nedaleko Bodminu v Cornwallu a svůj raný život strávil v Egloshayle nedaleko Wadebridge, měl čtyři bratry a dvě sestry. Dva z bratrů, Henry a James, se stali manažery továren na střelný prach v jihozápadní Anglii. Jeho otec John Lobb byl tesařem na panství v nedalekém Pencarrow[6], kde sir William Molesworth vybudoval pozoruhodnou zahradu. John si zamiloval zahradničení a poté, co ztratil místo v Pencarrow, nastoupil do zaměstnání v Carclew House nedaleko Falmouthu, sídle sira Charlese Lemona. Sir Charles později jako jeden z prvních v Anglii obdržel a pěstoval semena rododendronů od sira Josepha Hookera, který je siru Charlesovi poslal přímo ze své himálajské expedice v letech 1848–1850.
Koncem třicátých let 19. století založil James Veitch svou rostlinnou školku v Mount Radford v Exeteru a hledal způsob, jak rozšířit nabídku rostlin a zvýšit tak ziskovost podniku. po korespondenci s významným botanikem sirem Williamem Hookerem o nejvhodnější destinaci se Veitch rozhodl zaměstnat vlastního lovce rostlin, který by exotické rostliny z Jižní Ameriky sbíral výhradně pro jeho školku[10]. Williamův bratr Thomas byl u Veitche zaměstnán od roku 1830 a doporučil Veitchovi Williama. Na Veitche zapůsobily Williamovy bystré způsoby a zahradnické znalosti; Veitch usoudil, že William, přestože není vystudovaný botanik, se osvědčí jako stálý, pracovitý a spolehlivý sběratel. Objednal mu proto plavbu na lodi HM Packet Seagull, která měla 7. listopadu 1840 vyplout z Falmouthu a směřovat do Ria de Janeira, a Lobb se tak stal prvním z dlouhé řady sběratelů rostlin, které Veitchova rodina vyslala do všech koutů světa. James Veitch se snažil zajistit, aby Lobb neměl "nedostatek finančních prostředků", a zařídil mu roční příspěvek 400 liber, který mohl čerpat ve velkých městech na své plánované trase.
Před svým odjezdem navštívil Lobb zahrady v Kew, kde se učil, jak vyrábět herbářové vzorky vkládáním rostlinného materiálu mezi speciální papíry.
Na poslední tříletou cestu byl vyslán Veitchem v roce 1856 do Kalifornie. Po vypršení smlouvy se do Anglie už nevrátil a 3. května 1864 Lobb zemřel zapomenutý a osamělý v nemocnici svaté Marie v San Francisku. Příčina smrti byla zaznamenána jako "ochrnutí", pravděpodobně však šlo o následek syfilidy.